# يوجين سميث
يوجين سميث (بالإنجليزية: Eugene Smith)‏ هو مغني وكاتب أغاني أمريكي، ولد في 22 أبريل 1921 في شيكاغو في الولايات المتحدة، وتوفي في 9 مايو 2009.

## وصلات خارجية
- يوجين سميث على موقع ميوزك برينز (الإنجليزية)